# Centric
Centric is een Nederlands bedrijf dat diensten levert op het gebied van informatietechnologie.

## Geschiedenis
Gerard Sanderink begon in 1978 als zelfstandig ondernemer en richtte samen met Hans Quellhorst het succesvolle bedrijf ICT op. Een aantal jaren later besloot Sanderink een eigen koers te varen en hij startte in 1992 met de Sanderink Groep. Dit bedrijf groeide uit tot een grote aanbieder van informatietechnologie in Nederland. Sinds 1 januari 2000 heet het bedrijf Centric, de naam is afkomstig van het bedrijf Centric Automatiseringsdiensten, dat in 1995 overgenomen werd van de oprichters Cok Mudde en Albert Oegema.
Per 1 januari 2003 veranderde de organisatiestructuur. Vanaf deze datum hebben de Centric-bedrijven een plek gekregen in drie nieuwe divisies: Managed ICT Services, IT Solutions en Software Engineering. In 2005 werd het ingenieurs- en adviesbureau Oranjewoud en financiële dienstverlener Finance overgenomen. De totale organisatie bestond toen uit drie takken: Centric Holding (het oorspronkelijke Centric), Oranjewoud (ingenieurs- en adviesdiensten) en Finance (financiële diensten).
In juli 2007 ontstonden bij de overname van de Belgische ICT-dienstverlener APEM ernstige conflicten met werknemers en vakbonden, welke strijd een eerste piek bereikte in augustus 2007 toen vermoed werd dat deze overname niet geheel regulier was verlopen. De afsplitsing of onderverdeling van de Belgische afdeling en het drastisch uitdunnen van het topmanagement maakten veel werknemers ongerust en dreef de spanningen met de vakbonden op. Begin januari 2008 werd Centric door de vakbonden voor de rechter gedaagd. Zowel een procedure bij de arbeidsrechtbank te Antwerpen als een bij de arbeidsrechtbank te Brussel werd in het voordeel van Centric beslist.
Nadat Rian van Rijbroek met Sanderink bevriend raakte, is er in het bedrijf een bestuurlijke chaos ontstaan. Vele leidinggevenden zijn in de loop van 2019 vertrokken. Verschillende klanten hebben ook om uitleg gevraagd over de relatie tussen Centric en de omstreden "cybercharlatan".
In april 2020 heeft Sanderink van Centric 80 miljoen euro als dividend laten uitkeren aan zijn holding Sanderink Investments BV. Deze uitkering werd omgezet in een lening, omdat een dividenduitkering mogelijk nadelige gevolgen kon hebben voor de coronasteun aan Strukton, een ander bedrijf van Sanderink. Op 1 april 2023 verliep de termijn van deze lening en heeft Centric aflossing geëist. Sanderink bleef in gebreke en Centric heeft beslag laten leggen op de aandelen Centric Holding BV die Sanderink Investments BV in bezit heeft. Er volgde een rechtszaak in Amsterdam en de rechter oordeelde op 24 april 2024 dat Sanderink 91 miljoen euro, de lening plus rente en kosten,  aan Centric moet betalen.
Begin juni 2022 stapte de complete uitvoerende directie, bestuursvoorzitter Johan Taams, COO Bart Fehmers en financieel directeur Patrick Rosengarten, van het bedrijf op na een conflict met Sanderink. Sanderink had Centric betrokken bij een gerechtelijke procedure in een uit de hand gelopen ruzie tussen hem en zijn ex-geliefde, tot onvrede van de drie uitvoerende bestuurders. De ruzie ontstond nadat Sanderink een relatie was begonnen met Van Rijbroek. De directie van Centric wilde een procedure tegen Sanderink aanspannen bij de Ondernemingskamer (OK), een rechtbank voor het bedrijfsleven, maar deze stap werd geblokkeerd door drie niet-uitvoerende bestuursleden van Centric.
Op 19 oktober 2022 trad Sanderink weer toe tot het bestuur van Centric.
Direct na deze mededeling heeft het Openbaar Ministerie Centric bericht de herbenoeming uiterlijk 24 oktober 2022 te annuleren, anders volgt een procedure bij de OK. Sanderink bleef echter aan. Op 3 november 2022 schorste de OK Sanderink per direct als bestuurder en werd zijn zeggenschap als aandeelhouder gereduceerd tot één aandeel. Sanderink werd vervangen door een uitvoerend en een niet-uitvoerend bestuurder bij Centric. Op 31 januari 2023 werd ook de zeggenschap van Sanderink over het laatste aandeel afgenomen. Verder heeft de OK ingestemd met een onderzoek naar het bestuur van Centric in de periode tussen 1 januari 2018 en 3 november 2022. Yvette Borrius gaat dit onderzoek doen.
In augustus 2023 maakt De Nederlandsche Bank bekend de samenwerking met Centric in 2024 te beëindigen. Centric was tot die tijd verantwoordelijk voor het beheer van het datacentrum en de automatisering bij de centrale bank.
Op 15 juli 2024 werd bekend dat IT-bedrijf Centric wordt overgenomen door een groep Nederlandse ondernemers. Het consortium bestaat uit Imker Capital Partners, die een meerderheid in het consortium heeft, Adriaan Mol van betalingsverwerker Mollie, Ronald Bezuur van cloudbedrijf Uniserver en Bram Bastiaansen van ACT Group. Financiële details over de verkoop zijn (nog) niet bekendgemaakt. De overname werd op 26 augustus 2024 goedgekeurd door de Autoriteit Consument & Markt (ACM).
Centric heeft een zaak bij de OK aangespannen om te voorkomen dat Sanderink een poging zou doen om de overdracht van de aandelen te frustreren. Op 17 september 2024 oordeelde de OK dat Sanderink verplicht moet meewerken aan de overdracht van de aandelen Centric aan de nieuwe eigenaar.

## Activiteiten
Dankzij autonome groei en door overnames is Centric uitgegroeid tot een van de grootste ICT-organisaties van Nederlandse oorsprong. Sinds 2005 richt de organisatie zich naast ICT-dienstverlening ook op financiële dienstverlening en, onder de naam Oranjewoud, op ingenieurs- en adviesdiensten. Ook deze twee bedrijfsonderdelen zijn sinds hun start in 2005 mede door overnames verder uitgebouwd.
Centric heeft vier hoofdactiviteiten: Software Solutions, IT Outsourcing, Business Process Outsourcing en Staffing Services. Centric telt zo'n 3100 medewerkers, waarvan ongeveer een derde buiten Nederland werkzaam is. Centric is buiten Nederland actief in België, Duitsland, Frankrijk, Litouwen, Luxemburg, Noorwegen, Roemenië, Zweden en Zwitserland.

### Resultaten
| Jaar | Netto omzet  | Nettoresultaat | Werknemers (per jaareinde) |
| Jaar | (×€ miljoen) | (×€ miljoen)   | Werknemers (per jaareinde) |
| ---- | ------------ | -------------- | -------------------------- |
| 2016 | 451,5        | 20,2           | 4588                       |
| 2017 | 467,8        | 21,3           | 4669                       |
| 2018 | 489,1        | 18,3           | 4308                       |
| 2019 | 481,7        | 9,8            | 4006                       |
| 2020 | 436,6        | 14,1           | 3917                       |
| 2021 | 422,1        | 12,5           | 3722                       |
| 2022 | 424,6        | −3,4           | 3327                       |
| 2023 | 413,3        | 3,4            | 3120                       |